# Bergeranthus
A Bergeranthus a szegfűvirágúak (Caryophyllales) rendjébe, ezen belül a kristályvirágfélék (Aizoaceae) családjába tartozó nemzetség.

## Előfordulásuk
A Bergeranthus-fajok természetes előfordulási területe a Dél-afrikai Köztársaságban található meg.

## Rendszerezés
A nemzetségbe az alábbi 7 faj tartozik:
- Bergeranthus albomarginatus A.P.Dold & S.A.Hammer
- Bergeranthus concavus L.Bolus
- Bergeranthus longisepalus L.Bolus
- Bergeranthus multiceps (Salm-Dyck) Schwantes
- Bergeranthus nanus A.P.Dold & S.A.Hammer
- Bergeranthus scapiger (Haw.) Schwantes - típusfaj
- Bergeranthus vespertinus (A.Berger) Schwantes